# Mein böser Freund Fred
Mein böser Freund Fred (Drop Dead Fred) ist eine US-amerikanisch-britische Fantasy-Filmkomödie aus dem Jahr 1991. Regie führte Ate de Jong, das Drehbuch schrieben Carlos Davis und Anthony Fingleton. In Deutschland startete der Film am 4. Juni 1992 in den Kinos.

## Handlung
Elizabeth Cronin verliert eines Tages ihre ganze Unabhängigkeit innerhalb weniger Stunden: sie wird von ihrem Ehemann Charles verlassen, Tasche und Auto werden gestohlen, ihr Job wird ihr gekündigt, ihre dominante Mutter Polly nimmt sie bei sich auf. In ihrem alten Kinderzimmer findet sie den eingesperrten Schachtelteufel Fred, ihr Fantasiefreund aus der Kindheit, und befreit ihn. Fred weicht danach nicht mehr von ihrer Seite.
Fred bringt Elizabeths Leben völlig durcheinander. Da er immer noch denkt, sie sei ein Kind, benimmt er sich auch so, und das führt zu wirklich abstrusen Situationen. So schneidet er ihr im Schlaf die Haare, versenkt das Hausboot ihrer Freundin und sorgt noch für einigen anderen Terror. Der einzige Lichtblick für sie ist, dass sie ihrem alten Kinderfreund Mickey Bunce begegnet, der sich noch sehr lebhaft an Fred erinnern kann. Denn schon in ihrer Kindheit hat der Rothaarige nur Blödsinn getrieben.
Da nur Elizabeth ihn sehen kann, halten sie die anderen Leute bald für verrückt. Deshalb schleift ihre Mutter sie auch zu einem Psychiater. Im Wartezimmer des Psychiaters kommt es dann zu einer recht amüsanten Begegnung der imaginären Freunde. Elizabeth bekommt daraufhin Pillen verschrieben, die die kranken Regionen im Gehirn stilllegen und somit den imaginären Freund abtöten sollen. Sie verändert sich auch äußerlich; Charles ist wieder interessiert und vor Freude lässt sie sich überreden, die Pillen zu nehmen, was Fred zunehmend zusetzt. Bevor sie jedoch die letzte Pille nehmen kann, bekommt sie durch Fred ein Telefonat mit, das ihr klarmacht, dass Charles sie noch immer betrügt, und ihre Welt wird erneut zerstört. Es bleibt nur noch eine Wahl: sie muss wieder zu sich selbst finden, den Ursprung ihrer Zweifel und den Grund, warum Fred ihr einfach nicht von der Seite weichen will oder kann. Mit seiner Hilfe tritt sie eine Reise in ihr Unterbewusstsein an, wo sich zeigt, dass sie von ihrem Mann und ihrer Mutter nur unterdrückt wird und sich selbst noch als Kind sieht. Erst nachdem sie sich von allen Lasten befreit hat, kann Fred sie verlassen, und sie kann ihr Leben wieder selbst in die Hand nehmen.

## Kritiken
Stephen Holden schrieb in der New York Times vom 24. Mai 1991, der Film wirke manchmal wie an Kinder gerichtet – und manchmal wie ein Film für Erwachsene. Sein „freudistischer Humor“ wirke derart angestrengt, dass es schwer vorzustellen sei, für wen er bestimmt sei. Die subtile Darstellung von Phoebe Cates wirke verglichen mit den anderen cartoonhaften Darstellungen deplatziert; besonders schlimm sei das „frenetische“ Spiel von Rik Mayall.
Das Lexikon des internationalen Films schrieb, der Film verberge „hinter den oft derben Späßen“ eine „ätzende Kritik am „American way of life“, die durch die europäische Sichtweise der Regie noch verstärkt“ würde. Er biete Liebhabern des „makabren Humors“ „kurzweiligen Spaß“.

## Hintergründe
Der Film wurde in Minneapolis, in Saint Paul (Minnesota) und in Chanhassen (Minnesota) gedreht. Er spielte in den Kinos der USA ca. 13,9 Millionen US-Dollar ein.